# اچ‌ام‌اس آنبندیگ (پی۳۷)
اچ‌ام‌اس آنبندیگ (پی۳۷) (به انگلیسی: HMS Unbending (P37)) یک زیردریایی بود که طول آن ۵۸٫۲۲ متر (۱۹۱٫۰ فوت) بود. این زیردریایی در سال ۱۹۴۱ ساخته شد.